# Борисовское гетто
Бори́совское гетто (25 июля 1941 — 21 октября 1941) — еврейское гетто, место принудительного переселения евреев города Борисов Минской области в процессе преследования и уничтожения евреев во время оккупации территории Белоруссии войсками нацистской Германии в период Второй мировой войны.

## Оккупация Борисова
По переписи 1939 года в Борисове из общего числа 49 108 жителей 20 % были евреями — 10 011 человек. Также в Борисове перед оккупацией оказалось множество евреев — беженцев и переселенцев из западных областей Беларуси. Плановой эвакуации не проводилось, железнодорожную станцию беспрерывно бомбили, а из евреев мало кто знал о нацистской политике юденфрай.
Борисов находился под немецкой оккупацией 3 года — с 2 июля 1941 года по 1 июля 1944 года.
Убийства евреев начались сразу после захвата города, ещё до образования гетто. Например, по сохранившимся свидетельствам, нацисты убили старика Шимшу Альтшуля, молодых девушек Хаю Гликман, Басю Тавгер и Риву Райнес, утопили подростков Гилю и Фиму Бакаляр. Бома Кац был расстрелян в первые дни войны за то, что на слова полицая «Ну как, жид?» уложил его ударом кулака на землю.

## Создание гетто
25 июля 1941 года немцы, исполняя нацистскую программу уничтожения евреев, начали организовывать на окраине города еврейское гетто, а 27 августа согнали туда уже всех борисовских евреев. С собой оккупанты разрешили взять только те вещи, которые можно было нести самому, а пользоваться любым транспортом запретили.

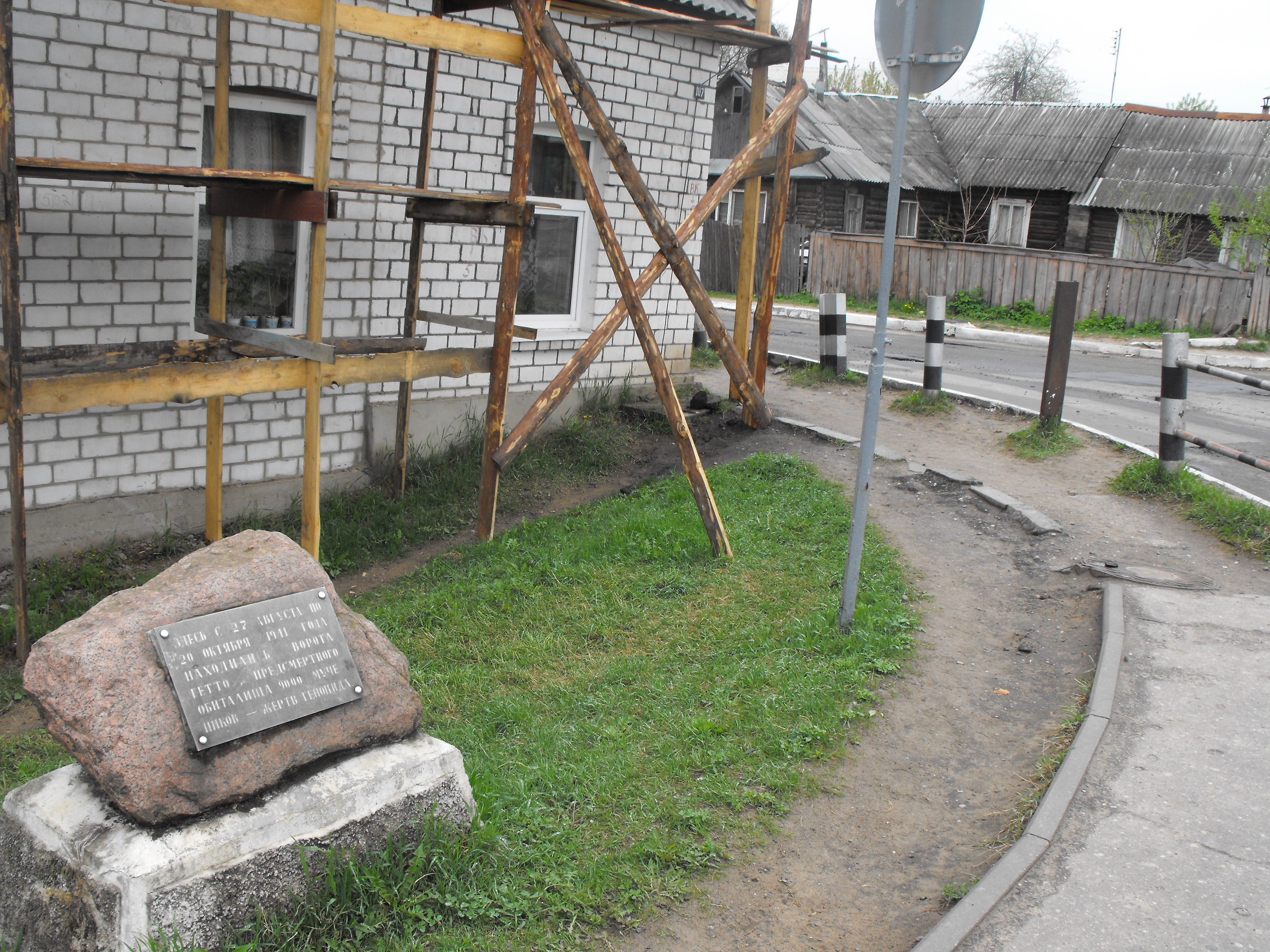

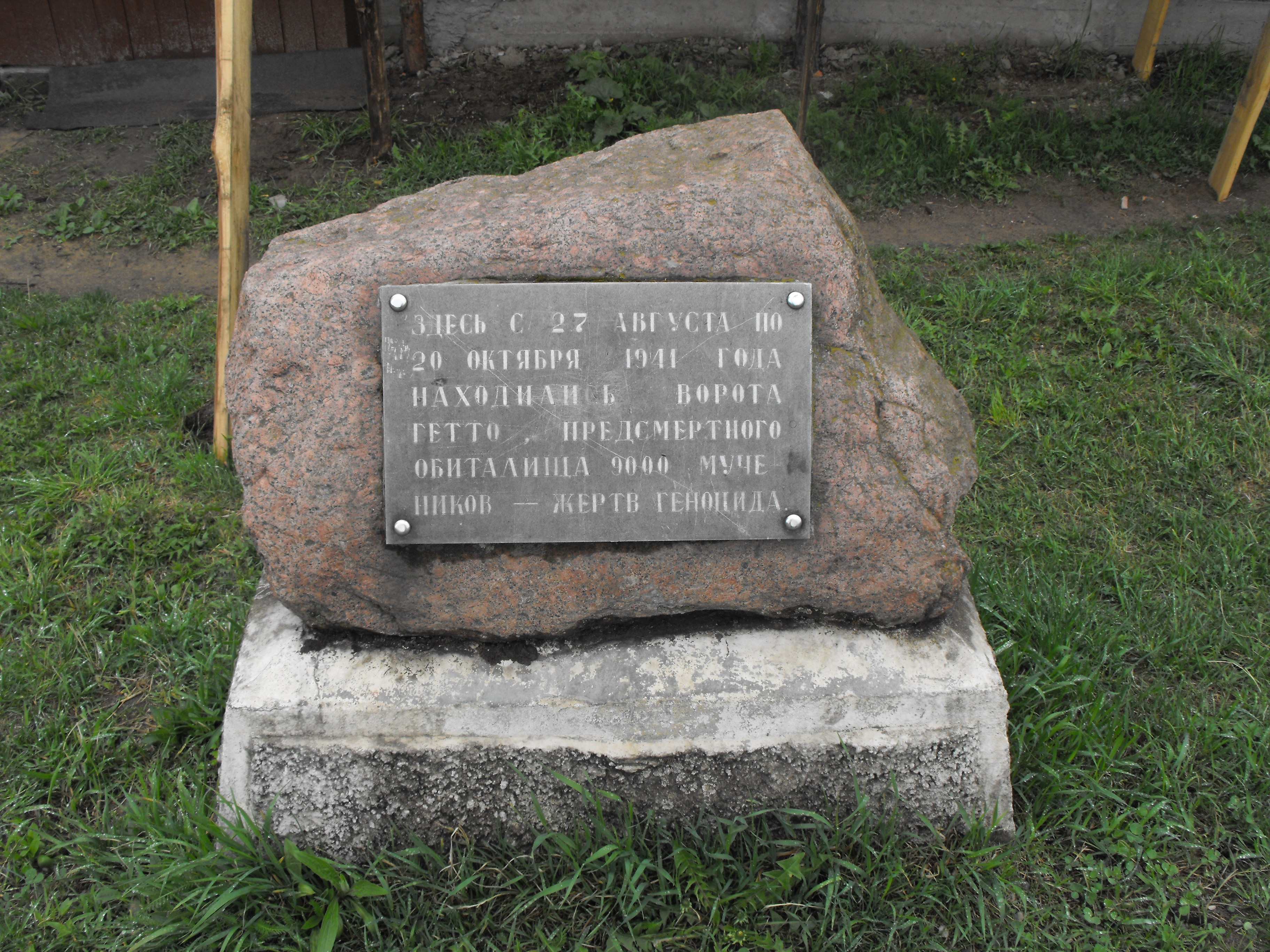
Памятный знак на месте входных ворот в Борисовское гетто

Ответственным за внутренний порядок в гетто вынудили стать 50-летнего Хацкеля Баранского.
Территория гетто занимала несколько кварталов между улицами Свободы, Победы, Советской, Красноармейской и Слободка — в районе нынешних швейной фабрики и «Полимиза» (завода полимерной тары). На это место гитлеровцы согнали более 8000 (до 10 000) человек. Вход в гетто был только один — его ворота находились на улице Загородной (сейчас это улица Рубена Ибаррури).
Охрану гетто немцы поручили местным коллаборационистам.

## Условия в гетто
Обитателям гетто было запрещено общение с внешним миром, выход за ограждение разрешался только по специальным пропускам. Все евреи под угрозой смерти были обязаны нашить на левую сторону груди и на спину желтые круглые или шестиугольные нашивки. Местному населению было объявлено: «При встрече с жидом переходить на другую сторону улицы, поклоны запрещаются, обмен вещей также», и за нарушение — расстрел.
Немцы приказали населению гетто сдать всю теплую одежду, шелковые вещи, золото и серебро. Когда все вещи были отобраны, немцы наложили на евреев гетто контрибуцию в 300 тысяч рублей.
Евреи Борисовского гетто существовали в условиях крайней тесноты и отсутствия элементарной гигиены. Антисанитария сразу же привела к распространению заразных болезней, и многие умирали из-за полного отсутствия лекарств. Узников использовали на тяжёлых и грязных принудительных работах, заставляя убирать мусор, чистить отхожие места, работать на строительстве дорог, разгружать вагоны. Нормой питания для работающих евреев были 150 граммов хлеба в день (все остальные получали по 50 грамм хлеба в день).

## Уничтожение гетто
В начале октября 1941 года немцы послали военнопленных вырыть две большие ямы (около 100 метров длиной, шириной 5 метров и глубиной 3 метра) в овраге на северной окраине города у аэродрома Борисова, в 2-3 километрах от города (ранее — деревня Разуваевка).
Вечером 19 октября, в воскресенье, немцы и полицаи устроили банкет, на котором оберштурмфюрер Краффе, его помощник Айхе и бургомистр Борисова Станислав Станкевич объявили присутствующим, что через несколько часов начнется «важнейшая акция» (таким эвфемизмом немцы заменяли термин «массовое убийство»). Организацию убийства и осуществление самого расстрела взяла на себя «Русская полиция безопасности» под начальством поволжского немца Эхова (Эгофа) Давида Давидовича. На помощь в проведении столь массовой расправы был вызван отряд литовских полицейских под командованием Импулявичуса.
Из рапорта вахмистра Зеннекена генералу Лахаузену: 

…Начальник местной полиции Эгоф, незадолго до этого назначенный СД на эту должность, информировал меня, что в ночь с воскресенья на понедельник все евреи Борисова будут расстреляны. На мой изумленный вопрос, возможно ли за одну ночь отправить на тот свет 8000 человек в организованном порядке, он ответил, что это не впервой, и вместе со своими людьми он справится с поставленной задачей; в этом деле он больше не профан.

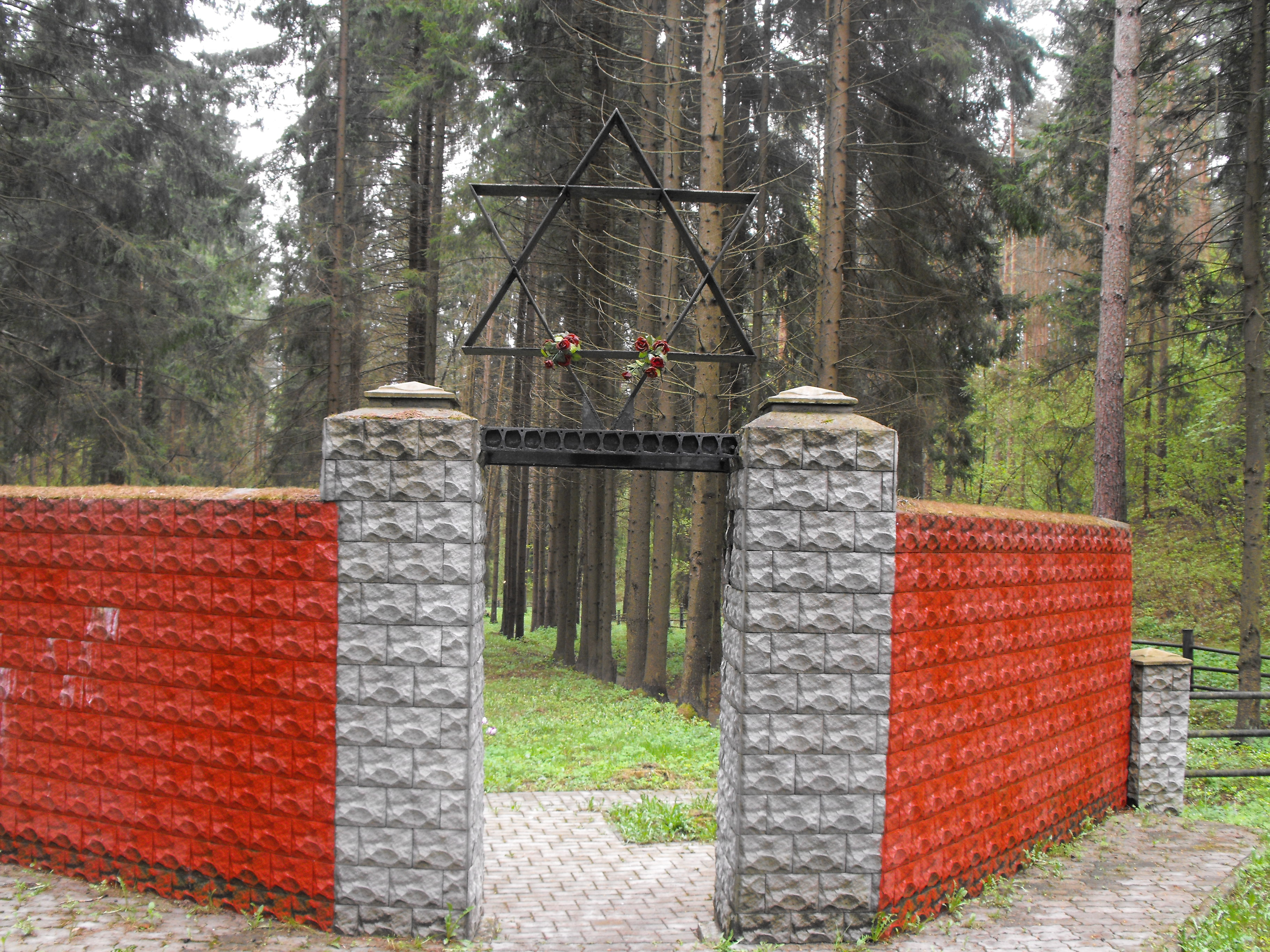
Мемориал на месте рвов, в которых немцы и местные полицаи убили узников Борисовского гетто

Убийства начались в 3 часа ночи с 19 на 20 октября с окружения гетто. Первыми на место казни начали вывозить мужчин. Борисовских полицаев для организации вывоза и убийства такой массы людей не хватало, поэтому из соседних полицейских участков немцы привезли дополнительные подразделения. С утра начали вывозить на смерть оставшихся евреев. Грузовики, заполненные женщинами и детьми, двигались от улицы Полоцкой к аэродромному полю, где были вырыты расстрельные ямы. Весь день машины шли одна за другой, перевозя евреев к месту убийства, и возвращались назад с вещами убитых. Но машин всё равно не хватало, и полицаи гнали группы женщин и детей пешком, избивая их железными прутьями. Всё происходило с утра до ночи на глазах местного населения. Убежать было невозможно, потому что вдоль улиц стояли полицаи и сразу стреляли в тех, кто пытался скрыться.
Завхоз отделения полиции Иосиф Майтак обеспечил исполнителей убийств достаточным количеством водки, и полицаи, выпивая, убивали людей. Перед расстрелом жертвам приказывали полностью раздеваться и ложиться лицом вниз — по циничному выражению бургомистра Станкевича: «методом сардин» для экономии места. Когда ряд ямы заполнялся, евреи должны были засыпа́ть тела слоем песка и утрамбовывать. Много человек были только ранены — их закапывали живыми. Наблюдавшие за всем этим немцы фотографировали происходящее и часто хохотали. Через тонкий слой земли, которым присыпали убитых, текла кровь, и, чтобы она не попала в Березину и не вызвала эпидемию, было приказано дополнительно засыпать могилу негашеной известью и ещё одним слоем песка.
По немецким отчётам только за 20-21 октября (9-10 ноября) 1941 года было расстреляно 7245 борисовских евреев. Всего, с учётом других, менее массовых расстрелов и убийств, количество еврейских жертв в Борисове составляет примерно 9000 человек.
Временно были оставлены в живых около 1500 евреев с нужными немцам специальностями. Позже к ним добавились привезённые евреи из Польши, Чехии и Австрии. Всех их убили в 1942 году.
В октябре 1943 года немцы, пытаясь скрыть следы преступлений, заставили команду военнопленных выкопать тела убитых евреев и сжечь их на кострах, после чего всех исполнителей расстреляли.

## Случаи спасения и «Праведники народов мира»
Побеги удавались редко, потому что с еврейской внешностью найти надёжное долговременное укрытие или разыскать партизанский отряд было чрезвычайно трудно.
Нередкими были случаи доносительства оккупационным властям на скрывающихся евреев от местного населения. Например, врача Ревекку Эдель выдали соседи, а на работавшую в больнице под чужим именем хирурга Анну Татарскую донёс пациент, и её расстреляли.
Алексей Разин, пытаясь спасти жену и двух малолетних сыновей, от отчаяния пришёл просить пощады у немецкого коменданта и был застрелен. Религиозные евреи молились и пытались успокоить остальных, особенно запомнился людям бывший меламед (учитель хедера) Лейб Чернин. Многие совершенно отчаивались. Известный всему городу провизор и скрипач Абрам Залманзон вместе с женой и двумя малолетними детьми покончили с собой с помощью яда.
В Борисовском гетто было немало примеров высоты духа, когда молодые люди отказывались от возможности спастись, предпочитая разделить судьбу с немощными родителями, дедушками и бабушками. Например, сёстры 26-летняя Лида и 22-летняя Рива Аксельроды тайком накануне покинули гетто для поиска еды и не знали, что его обитателей, в том числе их родителей Нохима и Гинду, уже начали вывозить на расстрел. Узнав про это, девушки прибежали к месту расстрела, сказали полицаям, что они еврейки, — и погибли вместе со всеми.
Полину Аускер уже у ямы перед расстрелом в октябре 1941 года узнал немецкий офицер, у которого она работала поломойкой. Он поручился начальнику полиции Ковалевскому, который руководил расстрелом, что она не еврейка, забрал её, отвёз за город, высадил и отпустил. Впоследствии её приютила и спасла семья Лукинских под Смоленском.
Некоторые евреи пытались спастись, скрывая своё происхождение благодаря славянским фамилиям. Это помогало нечасто — например, еврейки Пётух (или Пиотух), Разина, Ярош смогли дожить до 1943 года, но всё равно были опознаны и убиты.
В Борисове 6 человек были удостоены почётного звания «Праведник народов мира» от израильского мемориального института «Яд Вашем» «в знак глубочайшей признательности за помощь, оказанную еврейскому народу в годы Второй мировой войны»:
- Дубровский Александр — им были спасены Рольбины Мария и Зина[32];
- Сковородка Константин — им были спасены Давидсон Роза, Нейман Мера и Геня, Бейнинсон Люся, Липкинд Анна, Шахрай Толя и Оля[33];
- Фролова Елена — ею была спасена Рубенчик Роза (Фрадкина Галина)[34];
- Воротчик (Шульц) Елена и Гренко Ефросинья — ими был спасён Воротчик (Мейлах) Яков[35][36];
- Можейко Ванда — ею был спасён Ривкинд Исаак[37].

## Организаторы и исполнители убийств
Главными организаторами убийств в Борисове были комедант города Розенфельд, оберштурмфюрер Крафе, начальник управления безопасности Эгоф, бургомистр Станкевич, начальник полиции Кабаков, начальник районной полиции Ковалевский и другие.
В убийстве борисовских евреев 20 октября активное участие принимали также и силы вермахта.
Борисовских евреев убивали и латышские пособники гитлеровцев. Специальное подразделение («латышская рота при СД») высшего начальника СС и полиции (Hohere SS und Polizeifuhrer — HSSPF) Остланда, дислоцированное при минском СД, было преимущественно укомплектовано латышами. Его главной задачей было оказание помощи в борьбе против антифашистского подполья и партизан, а также участие в акциях уничтожения еврейского населения Беларуси. Так, для участия в ликвидации Борисовского гетто из Минска в Борисов прибыл оберштурмфюрер Крафт вместе с переводчиком унтершарфюрером Айхе и 50 офицерами и солдатами войск СС — преимущественно латышами.

## Память
В Борисове в первом полугодии 1941 года были убиты 9000 евреев.
В 1947 году родственники погибших установили на месте расстрела небольшой памятник, на котором власти не позволили упомянуть про евреев. Только в 1995 году на памятнике смогли изобразить менору.
10 ноября 1991 года у памятника состоялся митинг, организованный обществом еврейской истории и культуры «Свет меноры» в память 50-летия расстрела узников Борисовского гетто — первое подобное мероприятие, поддержанное городскими властями, на котором местные евреи смогли рассказать правду о Катастрофе в Борисове.
9 ноября 2005 года на месте расстрела возведён мемориальный комплекс, который указом Президента республики внесен в список памятников с государственным знаком военного захоронения.
Опубликованы неполные списки погибших евреев Борисова.